# Skogskyrkogården

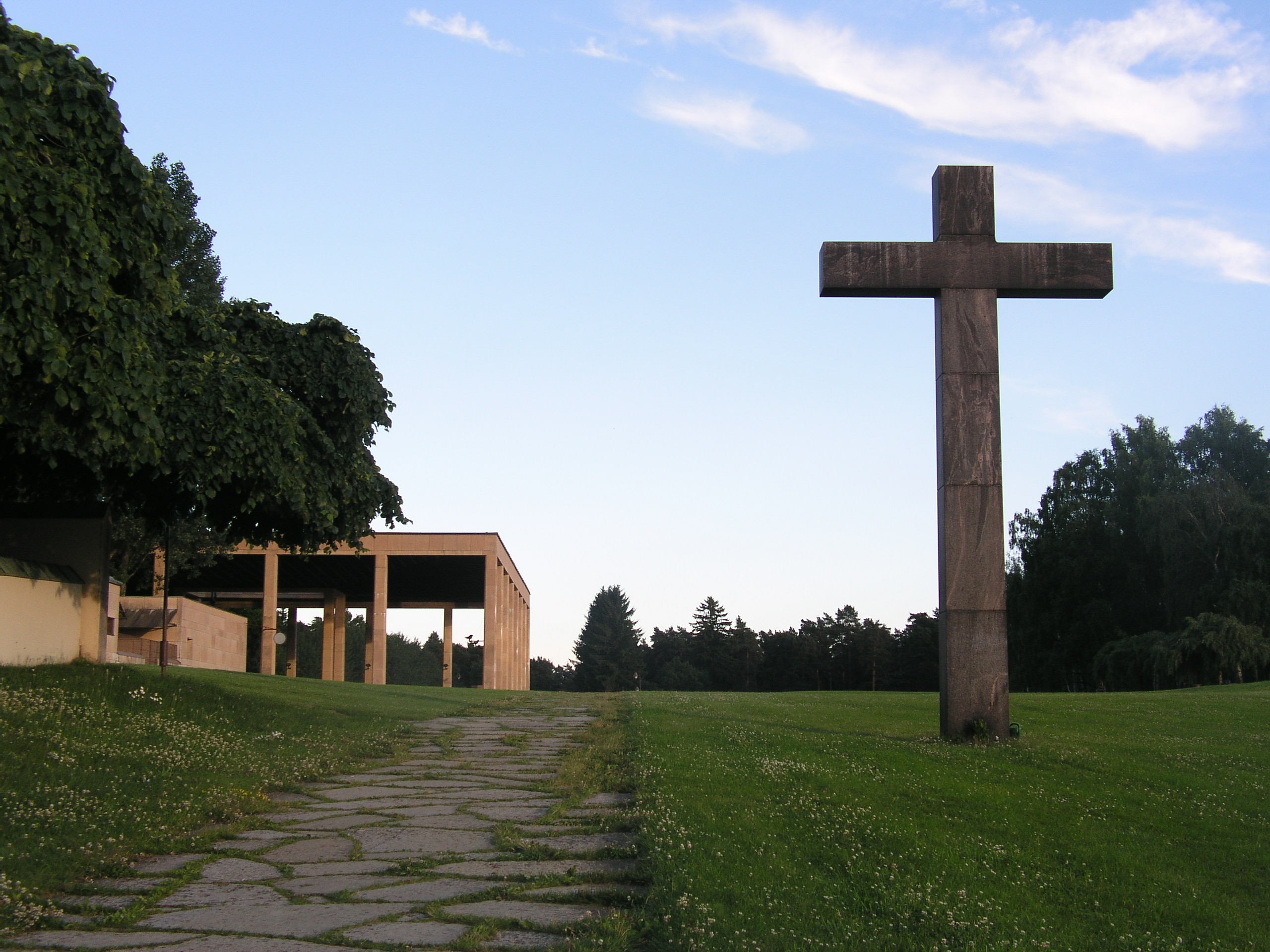
Skogskyrkogården: Kapelle zum heiligen Kreuz

Skogskyrkogården (deutsch „Waldfriedhof“) ist ein Friedhof im Südstockholmer Stadtteil Enskede. Er wurde von den schwedischen Architekten Gunnar Asplund und Sigurd Lewerentz zwischen 1917 und 1940 angelegt und ausgebaut.

## Geschichte und Beschreibung

### Vorplanungen und Wettbewerb

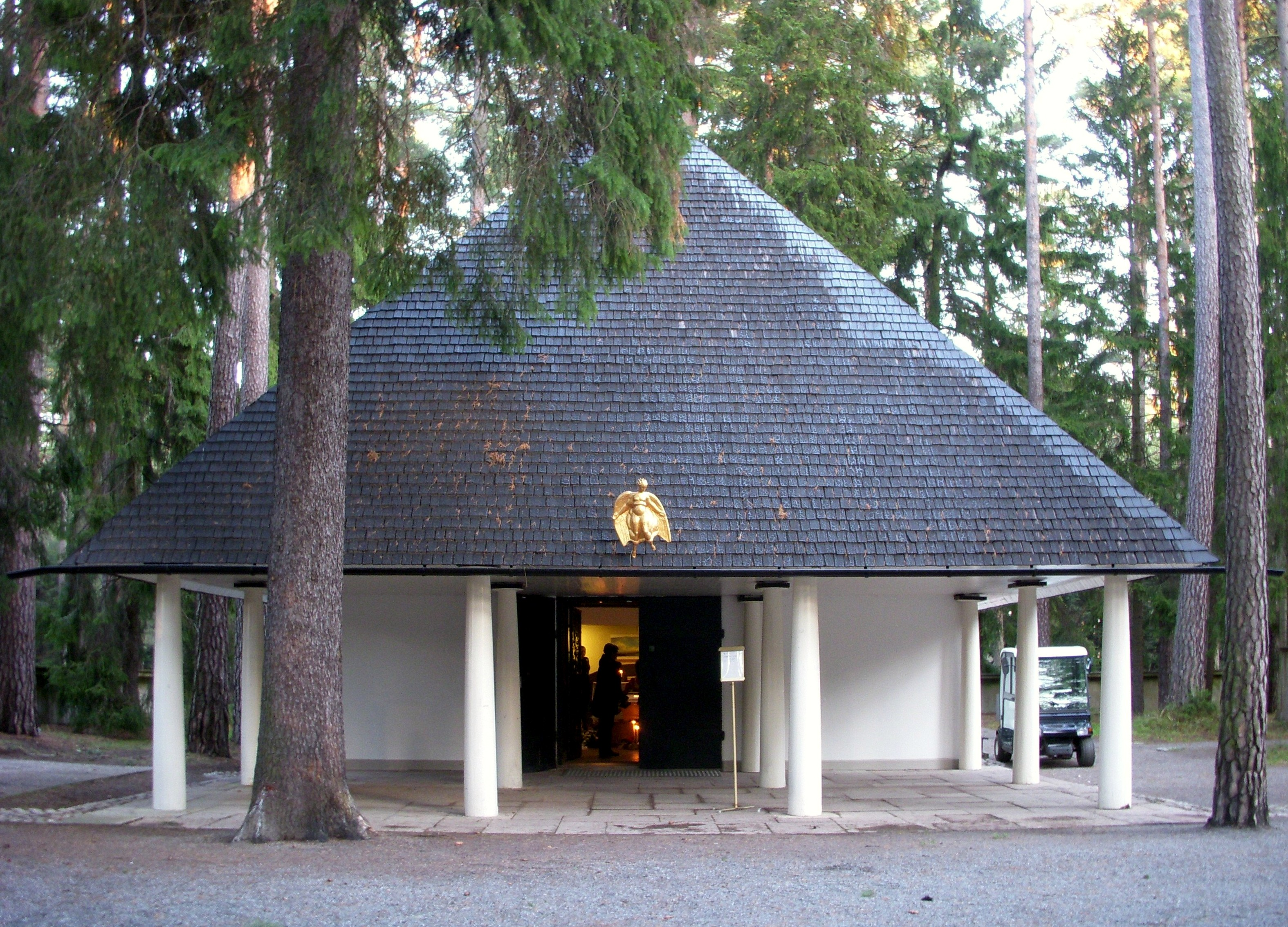
Skogskapellet

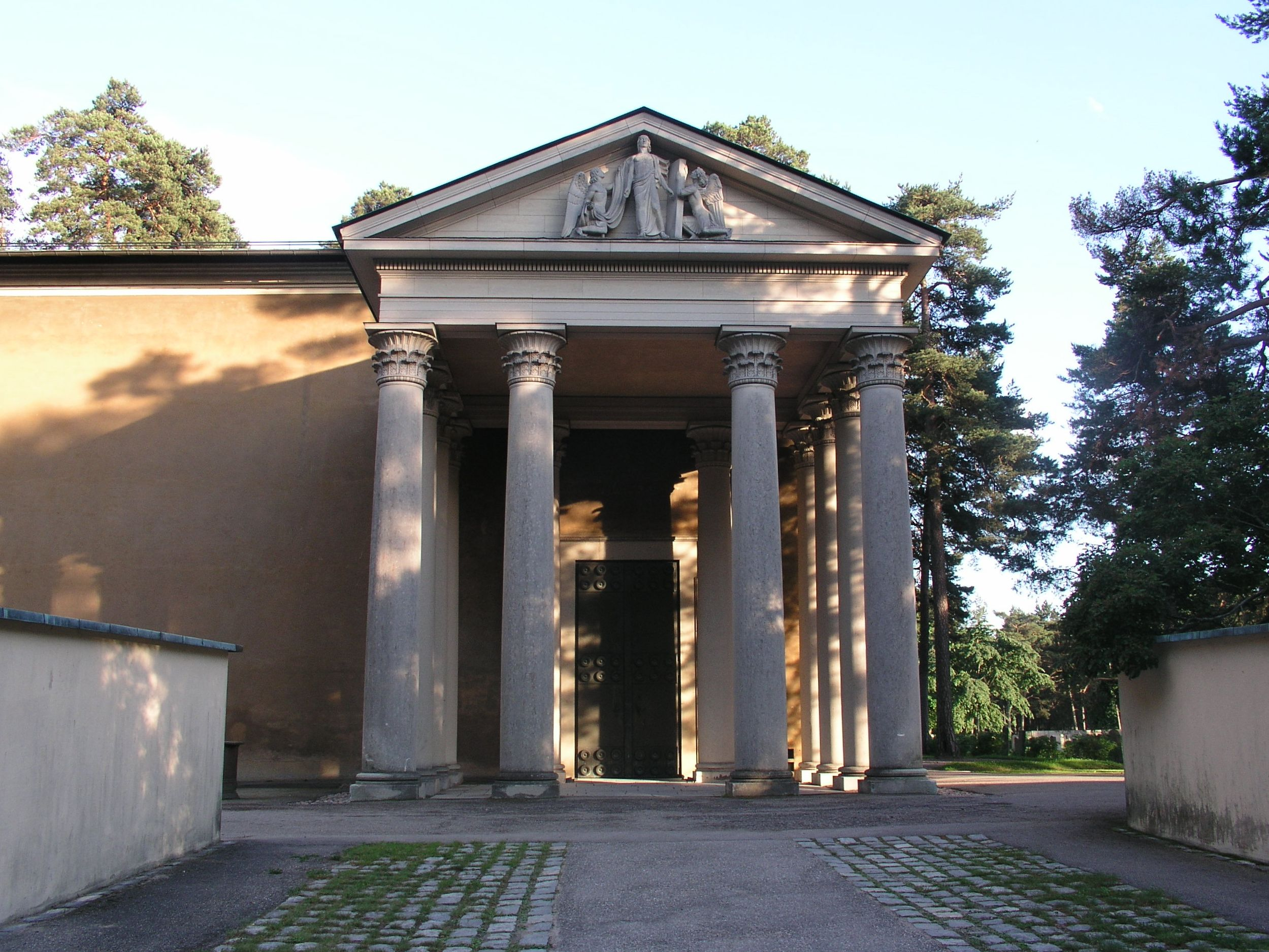
Uppståndelsekapellet

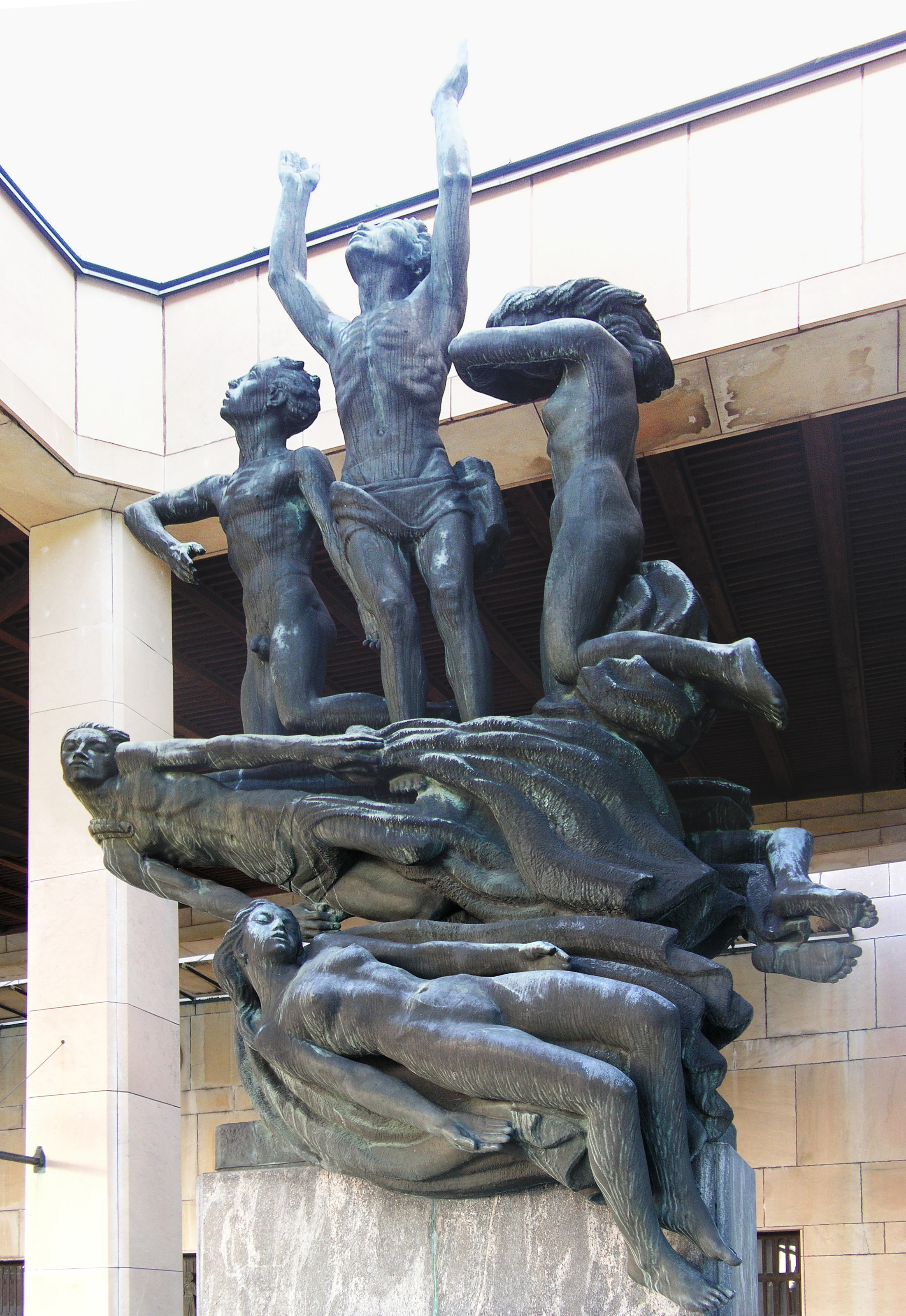
Uppståndelsemonumentet

Die ersten Planungen für die Anlage eines großen Friedhofs im südlichen Teil Stockholms begannen 1912. Für diesen Zweck kaufte die Stadtverwaltung ein Grundstück von 85 Hektar bei Enskede, später wurde es auf 108 Hektar aufgestockt. Das Grundstück bestand vor allem aus Sand- und Kiesflächen sowie einer größeren Kiesgrube und war mit Koniferen bewachsen. 1915 wurde ein internationaler Architekturwettbewerb zur Gestaltung des südlichen Friedhofes ausgeschrieben. Dabei sahen die Regeln vor, dass der Gewinner einen klaren und möglichst einfach strukturierten Plan vorlegen musste, der keine größeren Eingriffe in die Landschaft nötig machte und der vor allem auch würdevoll genug für einen Begräbnisplatz sein musste. Die notwendigen Gebäude sollten sich dabei in dieses Ensemble einpassen.
Die Architekten Gunnar Asplund und Sigurd Lewerentz gewannen den Wettbewerb und wurden mit der Planung beauftragt. Ihr Vorschlag hatte als Ausgangspunkt die Landschaft, der die einzelnen Gebäude und die Grabanlagen untergeordnet wurden. Damit wurde die nordische Tradition der Zusammengehörigkeit mit der Natur aufgegriffen.

### Anlage des Friedhofs
Die Arbeiten an dem Friedhof begannen 1917 mit der Anlage des eigentlichen Friedhofsgeländes sowie der Skogskapellet (Waldkapelle), der ersten Kapelle, die von Gunnar Asplund entworfen wurde. Die einzige Ausschmückung der ansonsten schlicht gehaltenen Waldkapelle ist der kleine, goldene Todesengel des Bildhauers Carl Milles. Im Jahr 1920 waren diese ersten Ausbauten abgeschlossen und das Gelände wurde eingeweiht. Von 1923 bis 1924 entstand ein Verwaltungsgebäude, das ebenfalls in Asplunds Plänen vorgesehen war und als Tallum Pavillon bekannt ist. 1925 erfolgte der Bau der Uppståndelsekapellet (Auferstehungskapelle) durch Lewerentz, der zweiten Kapelle auf dem Friedhof.
In den 1930er Jahren entstand die Steinmauer, die das Gelände umgibt. Die Steine stammten dabei überwiegend aus dem Gelände selbst, als Arbeiter wurden Arbeitslose der Stadt Stockholm verpflichtet, da es zu dieser Zeit eine massive Arbeitslosigkeit in Schweden gab. Eine dritte Kapelle erhielt das 1940 von Asplund fertiggestellte Krematorium (Skogskrematoriet) mit der Heliga korsets kapell (Kapelle zum heiligen Kreuz). Krematorium und Kapelle, die eigentlich aus drei einzelnen kleinen Kapellen besteht, wurden am Haupteingang gebaut und erhielten zudem eine Kolonnadenvorhalle, in die die Skulptur Die Auferstehung (Uppståndelsemonumentet) des Bildhauers John Lundqvist, platziert wurde. Nahe diesen Gebäuden entstanden zudem ein Teich sowie die Begräbnismauern zur Aufnahme der Urnen sowie ein großes Kreuz aus Granit, welches von einem anonym gebliebenen Spender zur Verfügung gestellt und ebenfalls von Asplund gestaltet wurde. 1940 wurden die Arbeiten am Gelände ebenfalls beendet, im gleichen Jahr starb der Hauptarchitekt Asplund.
Von den Gebäuden wurde ein Weg angelegt, der in einem Bogen zu den eigentlichen Begräbnisstellen führt. Der von Lewerentz eigens angelegte künstliche Hügel unterstreicht die Landschaft des Geländes zusätzlich. Diese von Ulmen gekrönte Gedenkstätte (Meditationslund) ist inspiriert von Caspar David Friedrichs Landschaftsgemälden und hat auch klare antike Elemente.
Die Grabsteine selbst sind durchgehend schlicht gehalten. Monumentale Grabmale sucht man auf diesem Friedhof vergeblich. Die Gräber liegen zu Gruppen geordnet zwischen den Bäumen. Alle Gräber sind gleich groß. Das spiegelt den schwedischen  Anspruch an Gleichheit  in  der Gesellschaft wider. Selbst die Grabstelle von Hollywood-Ikone Greta Garbo hat Standardmaß. Sie liegt aber auf einem eigenen kleinen Hügel, um den Fans angemessenen Zutritt zu ermöglichen. Heute ist der Friedhof der zweitgrößte in Schweden. Es gibt dort 100.000 Gräber. Jedes Jahr werden etwa zweitausend Beerdigungen abgehalten.
Die heutigen Arbeiten an dem Gelände betreffen vor allem die ständige Pflege der Vegetation, wobei der Kiefernwald im Vordergrund steht. Alle Kapellen wurden zudem regelmäßig renoviert und sind in einem entsprechend guten Zustand. Die Verwaltung und Pflege unterliegt dem eigenen Komitee für den Skogskyrkogården in Stockholm, finanziert werden die Arbeiten vom Stadtkapital Stockholms. Weitere Ausbauten sind derzeit nicht geplant, und es gibt auch keine Pläne, die Teile des Geländes gefährden.

### UNESCO-Weltkulturerbe
Skogskyrkogården wurde 1994 in die Liste des Weltkulturerbes der UNESCO aufgenommen. Nach Auffassung der UNESCO ist Skogskyrkogården ein bedeutendes Beispiel unseres Jahrhunderts für die Verschmelzung von Architektur und Kulturlandschaft zu einem Friedhof. Skogskyrkogården hat großen Einfluss auf die Gestaltung von Begräbnisstätten in der ganzen Welt gehabt.

## Bilder

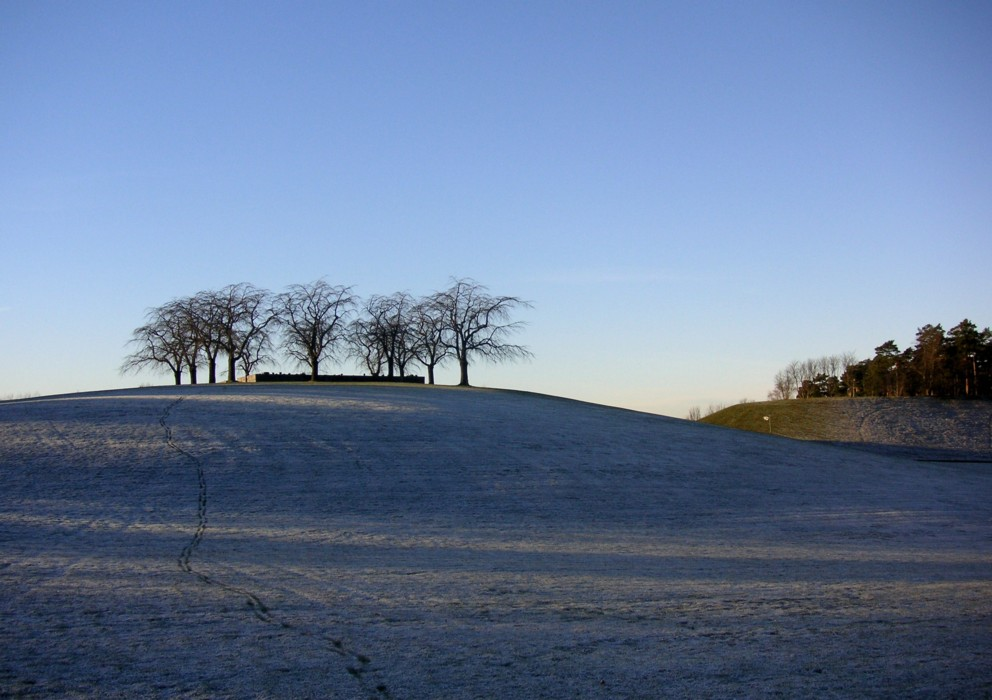
Meditationslunden
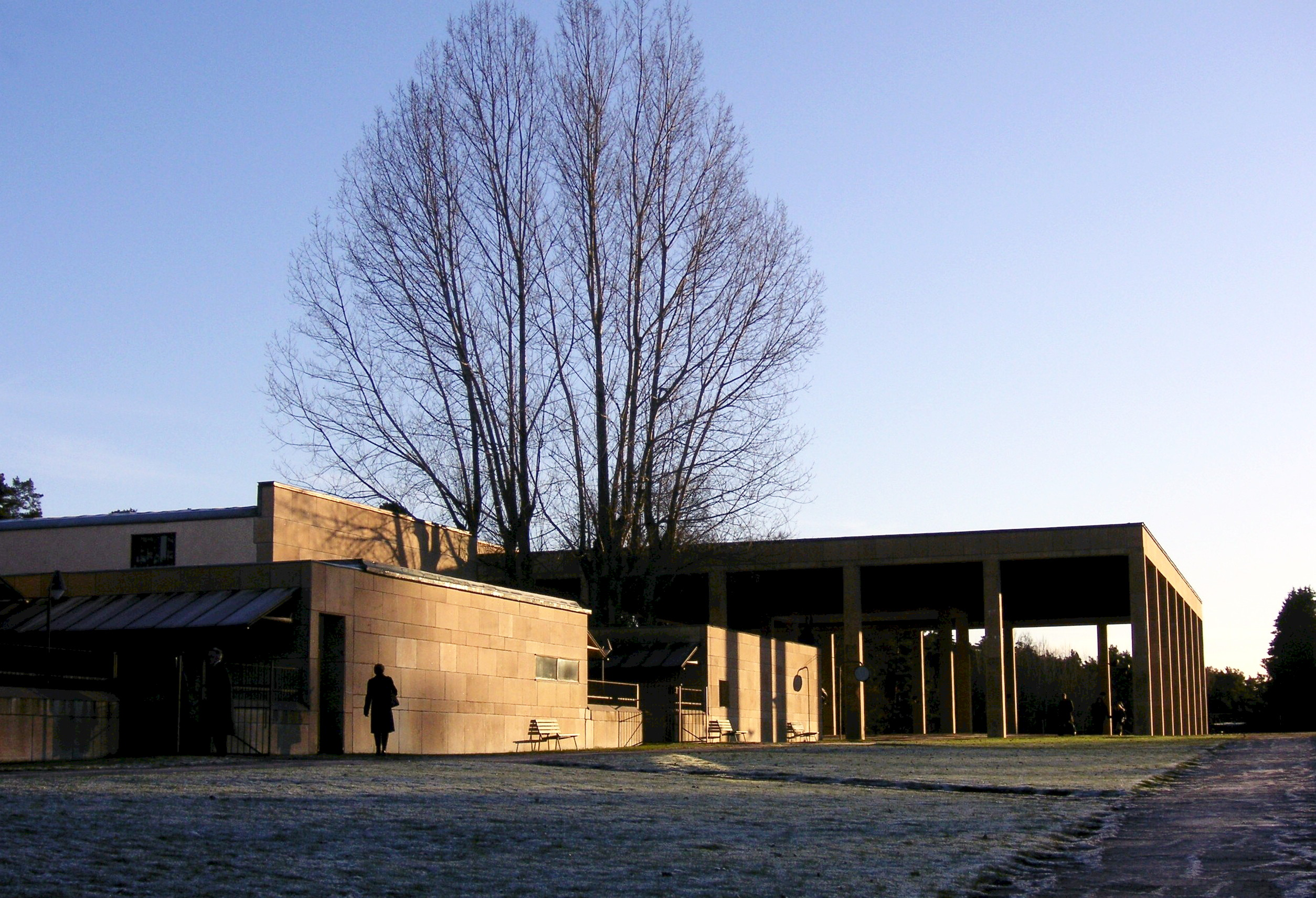
Waldkrematorium (Skogskrematoriet)
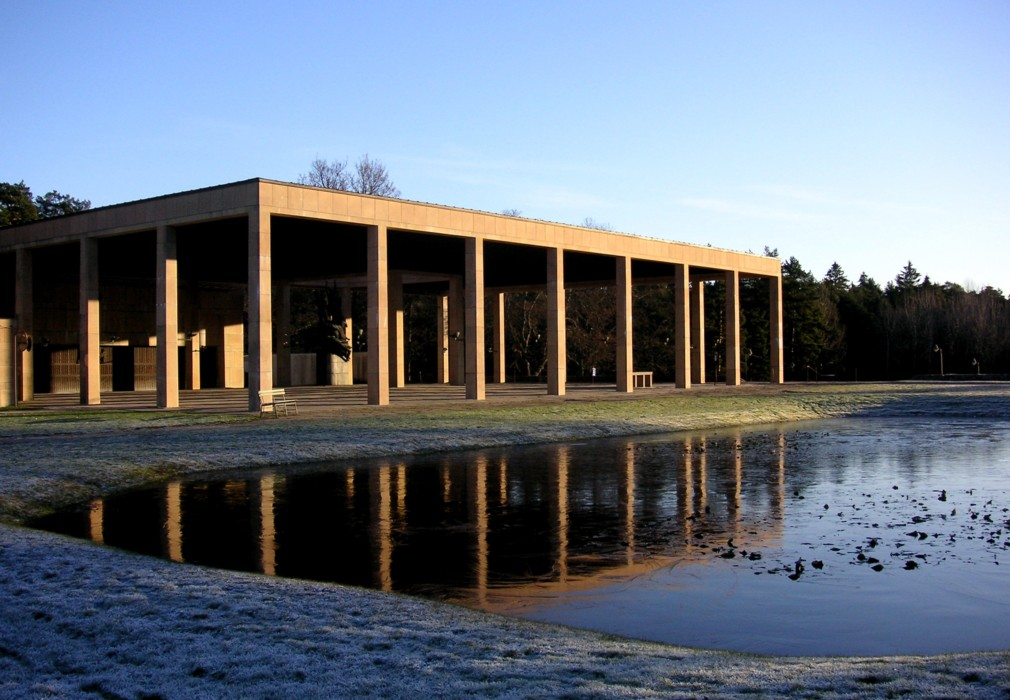
Monumenthallen
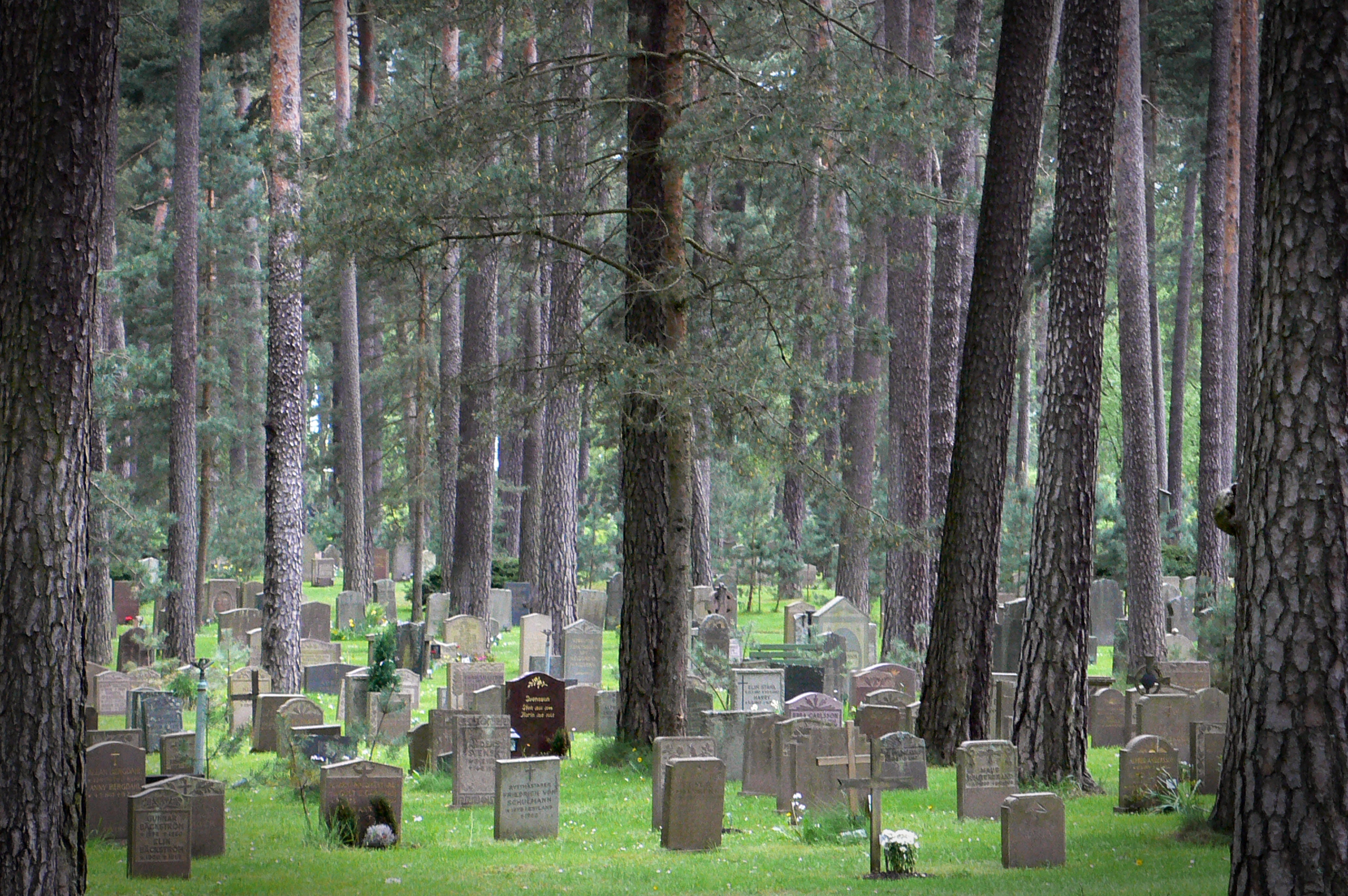
Gräber auf dem Skogskyrkogården
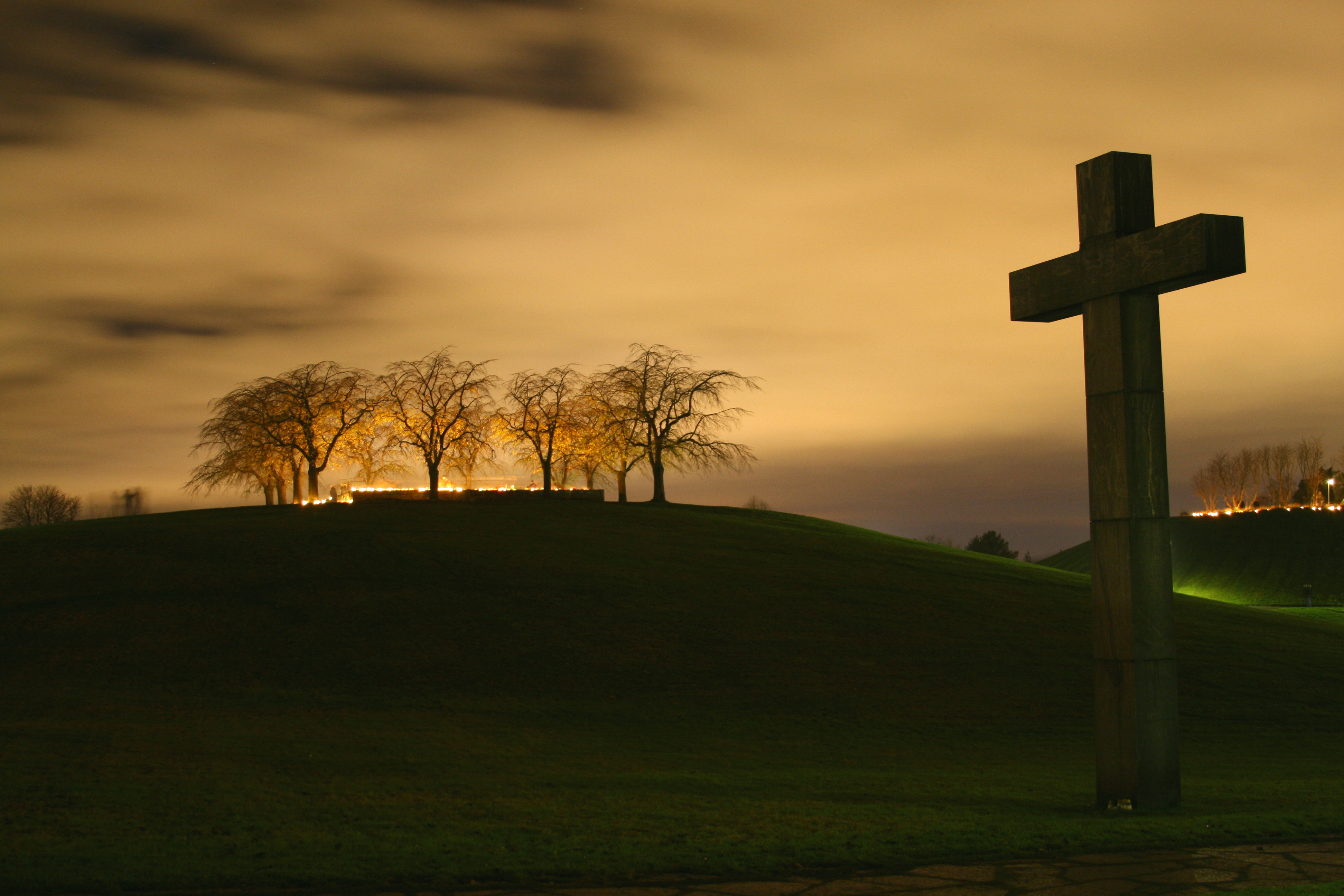
Heiliges Kreuz
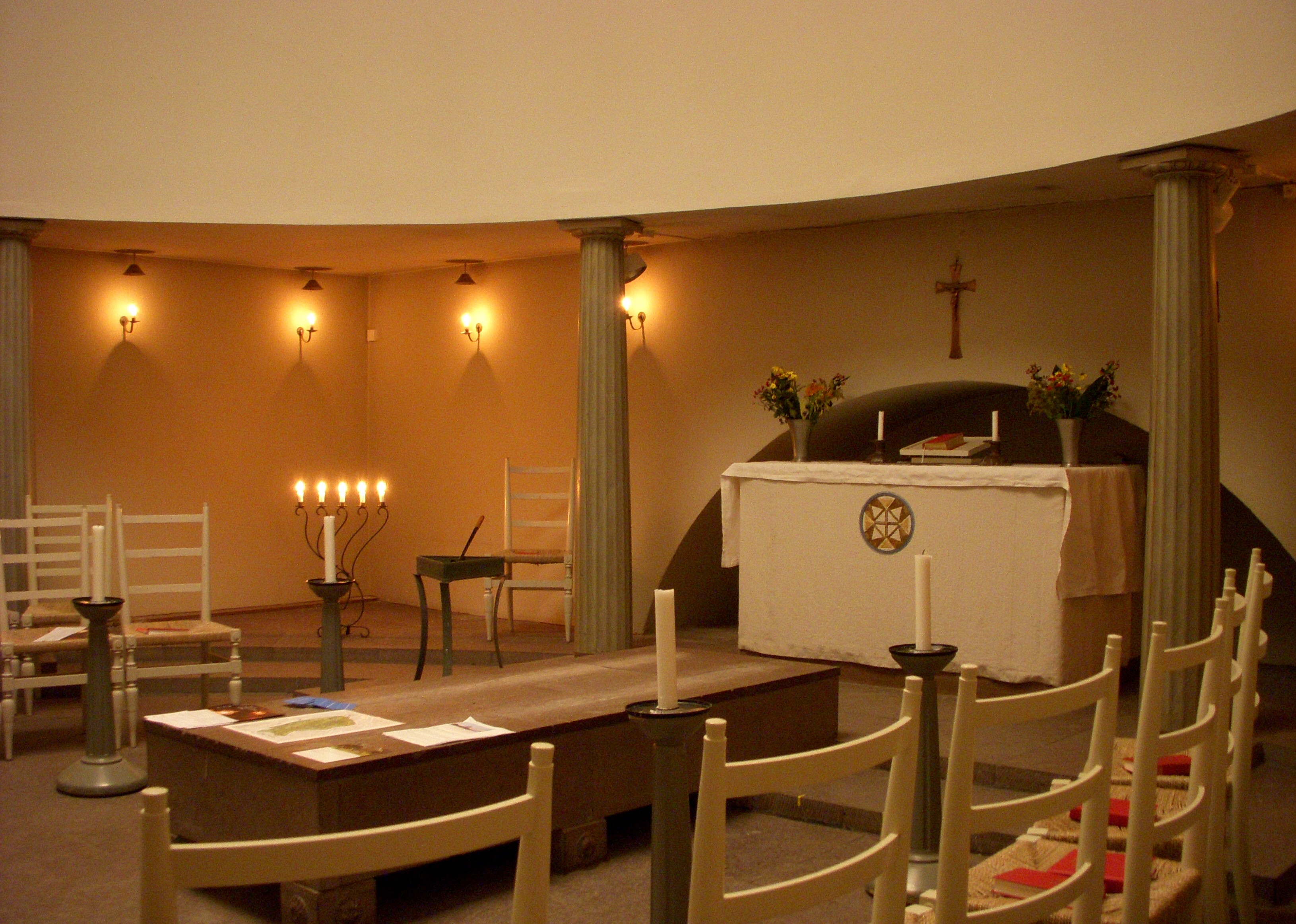
Waldkapelle (Skogskapellet)
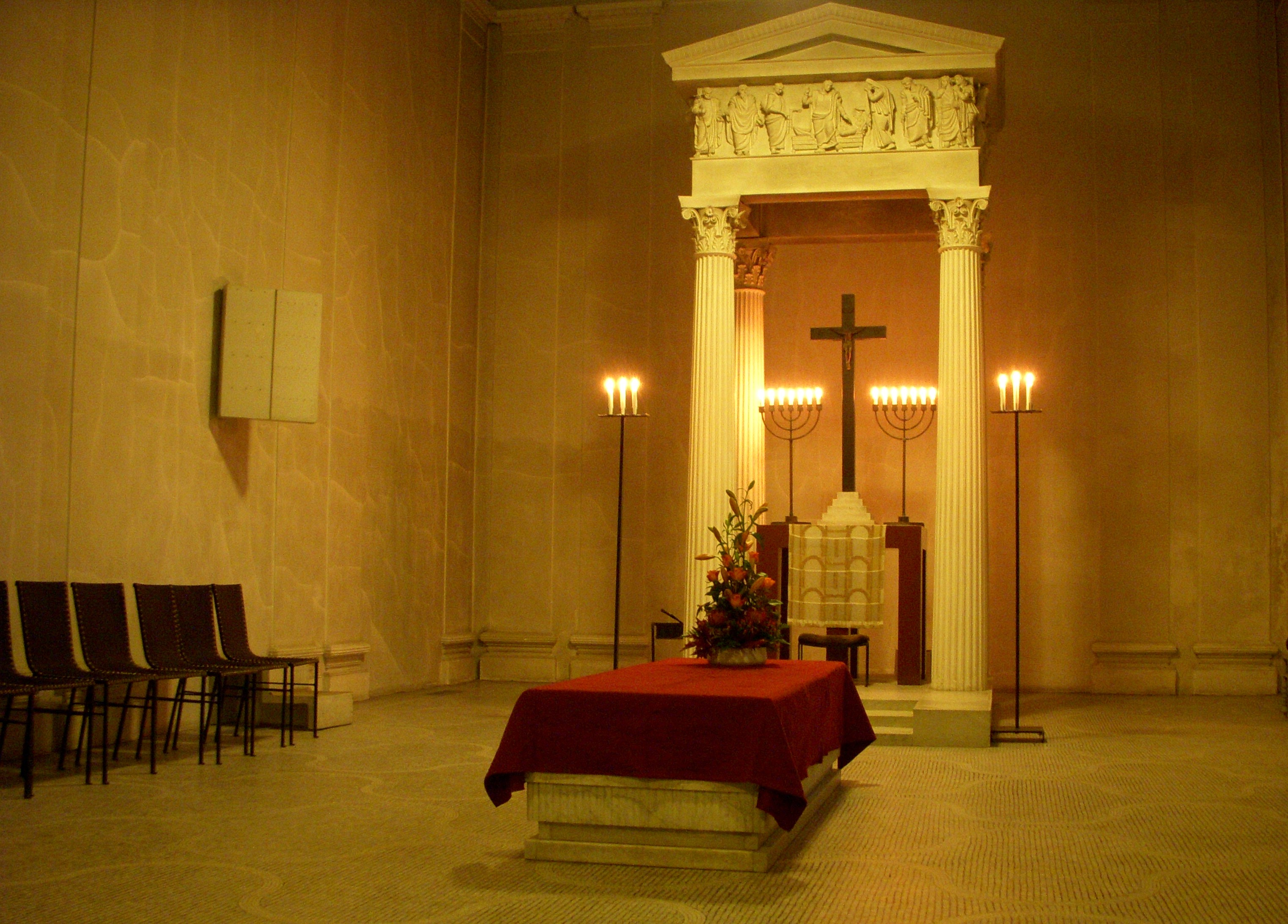
Auferstehungskapelle (Uppståndelse kapellet)
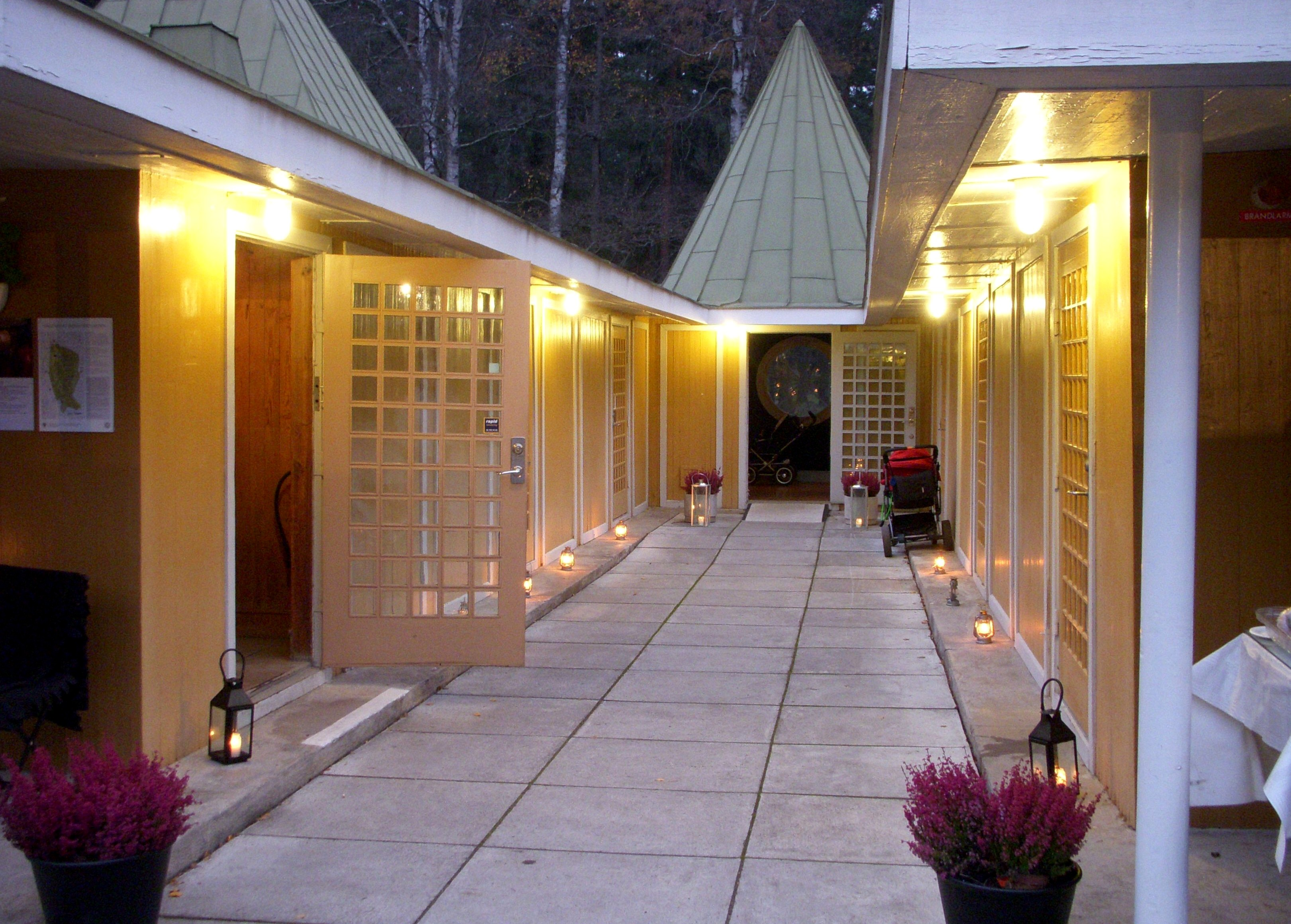
Tallumpaviljongen

## Personen

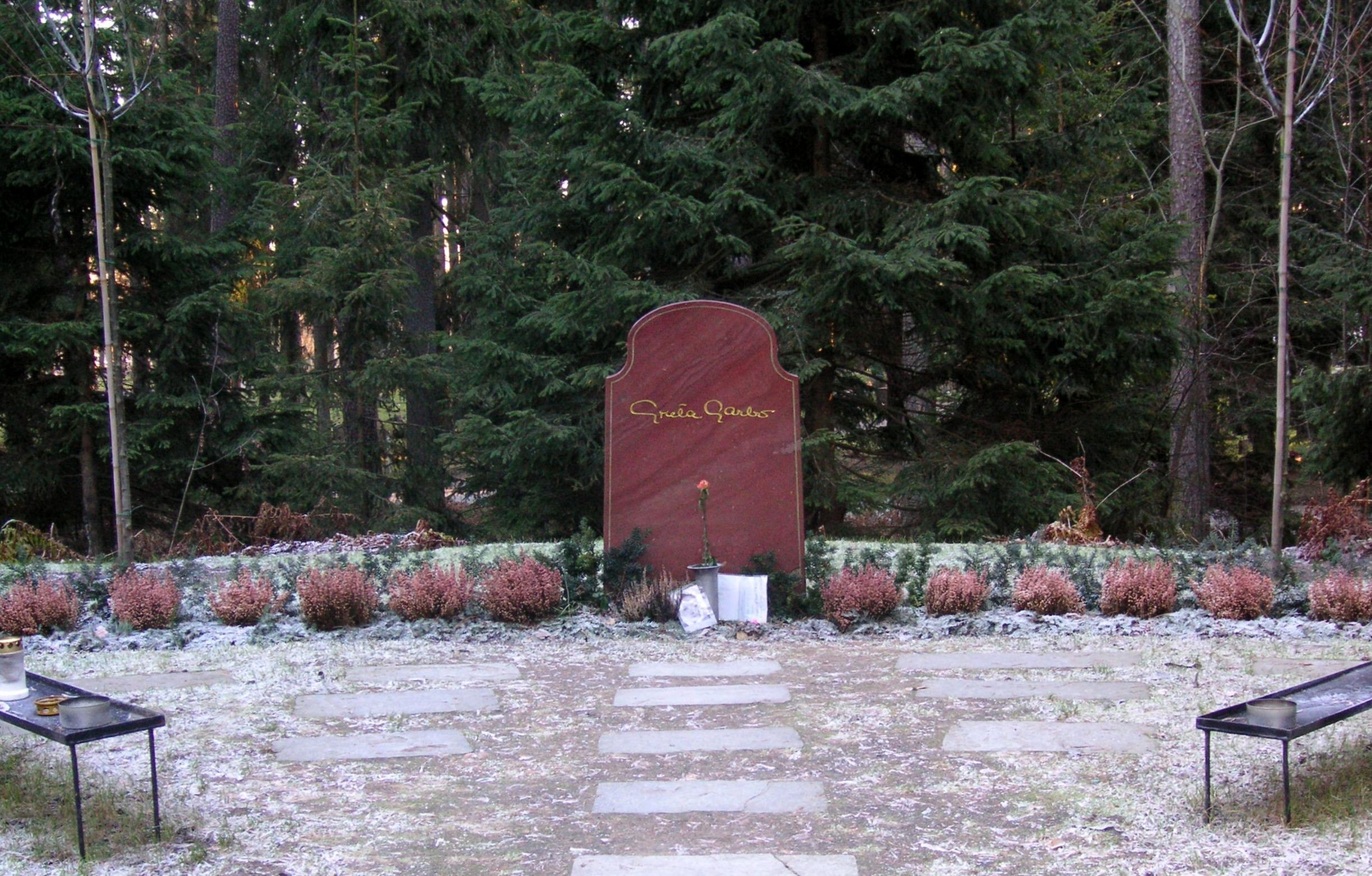
Das Grab von Greta Garbo

Auf dem Friedhof wurden unter anderem folgende Personen beerdigt:
- Andrea Andreen (1888–1972), Ärztin und Pazifistin
- Gunnar Asplund (1885–1940), Architekt
- Greta Garbo (1905–1990), Schauspielerin
- Ivar Lo-Johansson (1901–1990), Schriftsteller
- Oscar A.C. Lund (1885–1963), Stummfilmschauspieler und Regisseur
- Lennart „Nacka“ Skoglund (1929–1975), Fußballspieler
- Birgit Cullberg (1908–1999), Choreographin
- Otto Grimlund (1893–1969), schwedischer Journalist und kommunistischer Politiker
- Fred Forbát  (1897–1972), Architekt, Stadtplaner, Hochschullehrer und Maler
- Lars Gullin (1928–1976), Jazzmusiker und Orchesterleiter
- Cäcilie Heinig (1882–1951), deutsche Übersetzerin von Pippi Langstrumpf
- Kurt Heinig (1886–1956), deutscher Politiker (SPD), Schriftsteller und Journalist
- Jan Johansson (1931–1968), Jazzmusiker und Komponist
- Gunnar Wiklund (1935–1989), Schlagersänger
- Avicii (1989–2018), DJ, Produzent und Songwriter